# Trictenotoma cindarella
Trictenotoma cindarella is een keversoort uit de familie Trictenotomidae. De wetenschappelijke naam van de soort is voor het eerst geldig gepubliceerd in 1921 door Kriesche.